# آمریکانا (فیلم ۲۰۰۱)
آمریکانا (انگلیسی: Amerikana) یک فیلم مستقل آمریکایی است که در سال ۲۰۰۱ منتشر شد. از بازیگران آن می‌توان به مایکل ای. گورجیان و جیمز دووال نام برد.
این فیلم ادای احترامی به فیلم ایزی رایدر (۱۹۶۹) و سیزدهمین فیلم از جنبش دگما ۹۵ است.